# Leptohymenium borgenii
Leptohymenium borgenii là một loài Rêu trong họ Hylocomiaceae. Loài này được Renauld & Cardot mô tả khoa học đầu tiên năm 1898.